# Farcașa
Farcașa es una comuna ubicada en el distrito de Neamț, Rumania.

## Superficie
Posee una superficie de 92,33 kilómetros cuadrados.

## Demografía
Hasta 2021 la población era de 2812 habitantes, con una densidad de población de 30,46 habitantes por kilómetro cuadrado.